# Wiss, Janney, Elstner Associates

Wiss, Janney, Elstner Associates, Inc.

Wiss, Janney, Elstner Associates, Inc. (WJE) est une entreprise américaine composée d'architectes, d'ingénieurs et de spécialistes en science des matériaux. Elle est spécialisée dans la recherche, l'analyse et la réparation de bâtiments et structures historiques ou contemporaines.

## Historique
Fondée en 1956 par Jack R. Janney (en), WJE est basée à Northbrook dans l'Illinois et possède un effectif de plus de 500 personnes dans ses dix-neuf bureaux régionaux répartis à travers les États-Unis.

## Études et projets
Parmi leurs études se trouvent : la Foire internationale de New York 1964-1965, le Soldier Field, la Gateway Arch, l'Aon Center, le vol 800 TWA, le John F. Kennedy Center for the Performing Arts, Wacker Drive (en), le Perry's Victory and International Peace Memorial, le phare du cap Hatteras, la New York Public Library, le Lyndon Baines Johnson Library and Museum, l'Aloha Stadium, le Washington Monument, l'ouragan Katrina le Muséum américain d'histoire naturelle ou encore l'île d'Alcatraz.